# Anthony W. England
Anthony Wayne England (* 15. Mai 1942 in Indianapolis, Indiana) ist ein ehemaliger US-amerikanischer Astronaut. 
England erhielt 1965 einen Bachelor und einen Master in Earth an Planetary Sciences vom Massachusetts Institute of Technology (MIT). 1970 wurde er in der gleichen Disziplin – ebenfalls am MIT – promoviert.
Vor seinem Wechsel zur NASA arbeitete England drei Jahre am MIT. Dort entwickelte er Radaranlagen für die Erkundung des Mondes mit Apollo 17 sowie von Gletschern in Washington und Alaska. Zweimal war er zu Forschungszwecken in der Antarktis. 

## Astronautentätigkeit
Im August 1967 wurde England von der NASA als Wissenschaftsastronaut ausgewählt. Er durchlief bei seiner anschließenden Ausbildung auch ein einjähriges Flugtraining auf der Laughlin Air Force Base. Er war Mitglied der Unterstützungsmannschaften für die Mondmissionen Apollo 13 und Apollo 16. 
1972 verließ er die NASA und wurde stellvertretender Leiter des Büros für Geochemie und Geophysik für die United States Geological Survey. 
1979 kehrte England als Missionsspezialist zum Johnson Space Center zurück und arbeitete dort in der Missonsentwicklung im Astronautenbüro. 
Von Mai 1986 bis Mai 1987 war er Programm-Wissenschaftler für die Internationale Raumstation, die damals noch Freedom hieß. Von Juni 1987 bis Dezember 1987 unterrichtete er Remote Sensing Geophysics an der Rice University.

### STS-51-F
Am 29. Juli 1985 startete England als Missionsspezialist mit der Raumfähre Challenger zur Spacelab-2-Mission (STS-51-F) in den Weltraum. Es war der erste Flug des europäischen Raumlabors ohne Druckmodul – die Experimente, in der Hauptsache in den Disziplinen Astronomie und Astrophysik, waren auf drei Paletten im Laderaum der Challenger installiert gewesen. Die Besatzung arbeitete im Zwei-Schicht-Betrieb, um eine möglichst hohe Ausnutzung der Experimente zu erzielen.

## Nach der NASA
1988 schied England aus der NASA aus und ist derzeit Professor an der University of Michigan.

## Privates
Anthony England ist verheiratet und hat zwei Kinder.